# Stenocercus modestus
Stenocercus modestus — вид ігуаноподібних ящірок родини Tropiduridae. Ендемік Перу.

## Поширення і екологія
Stenocercus modestus мешкають в долині річки Рімак в регіоні Ліма на заході Перу, поблизу міста Ліма. Вони живуть в прибережній пустелі, на висоті до 762 м над рівнем моря. Живляться безхребетними.

## Збереження
МСОП класифікує цей вид як такий, що перебуває під загрозою зникнення. Stenocercus modestus загрожує знищення і фрагментація природного середовища.